# New Wave
New Wave (englisch für: Neue Welle) ist eine Bezeichnung, die in der zweiten Hälfte der 1970er Jahre zunächst für die Punk-Bewegung verwendet wurde. Im Verlauf der späten 1970er und 1980er Jahre erhielt die Bezeichnung weitere Bedeutungen, die mit dem Punk zusammenhängende musikkulturelle Phänomene einbezogen, ohne dass diese noch der Punk-Bewegung zuzuordnen waren:
- als Oberbegriff für Bands, die sich auf der Basis der Punk-Bewegung neu gegründet hatten und die energiegeladenen Grundstrukturen des Punk um fremde Elemente (beispielsweise Synthesizer) erweiterten oder mit anderen Musikstilen kombinierten (siehe hierzu auch Post-Punk).
- als Oberbegriff für einige Jugendkulturen der 1980er Jahre, die sich im Zuge der Punk- und Post-Punk-Bewegung entwickelt hatten bzw. eng damit verknüpft ihr Revival feierten, darunter New Romantics, Goths bzw. Dark Waver, Anhänger von Electronic Wave und Electronic Body Music (EBM) sowie das Ted-, Mod- und Ska-Revival. Ein Teil dieser Kulturen wurde unter der Bezeichnung „Waver“ zusammengefasst.

## Namensherkunft
Die frühesten Erwähnungen der Bezeichnung „New Wave“ im musikkulturellen Kontext reichen bis in das Jahr 1976 zurück. Der Modedesigner und ehemalige Kunststudent Malcolm McLaren nutzte sie – in Anlehnung an den Avantgardismus der französischen Nouvelle Vague – für die Sex Pistols, deren Schöpfer und Manager er war. Sowohl Fanzines aus dem Punk-Umfeld, wie bspw. Sniffin’ Glue, als auch die etablierte Musikpresse, wie der Melody Maker, griffen die Bezeichnung auf und verwendeten sie synonym zu Punk. Anfangs nur im britischen Raum verbreitet, gelangte die Bezeichnung nach Nordamerika, wo sie unter anderem von der Sire Records Company übernommen und für Gruppen wie Talking Heads und Ramones verwendet wurde. In der Folge kam New Wave in Zusammenhang mit Bands zum Einsatz, die vorwiegend im CBGB-Club in New York auftraten, der als Keimzelle der Punk-Bewegung in den USA gilt. Bereits 1977 veröffentlichte das britische Label Vertigo Records unter dem Titel New Wave eine entsprechende Compilation, mit Künstlern wie Ramones, Patti Smith, New York Dolls, Dead Boys und The Damned. Im Sommer desselben Jahres widmeten in New York City ansässige Nachrichtenmagazine, wie Newsweek und Time, dem New Wave ganze Titelstories.
Es ist nicht sicher geklärt, warum diese aufkeimende Rockmusik-Bewegung in der Mitte der 1970er Jahre unterschiedliche Namen erhielt. Ein Grund für die Verwendung beider Bezeichnungen könnte in deren Herkunft liegen: im Gegensatz zu New Wave entstammt der Ausdruck Punk-Rock dem Rust Belt der USA. Erst durch die Journalistin Caroline Coon gelangte er etwa 1976 nach Großbritannien. Viele Journalisten und Soziologen, wie Rolf Lindner, sehen in der Nutzung der Bezeichnung New Wave allerdings verkaufsfördernde Hintergründe, da sie – konträr zur sprachlich vorbelasteten Bezeichnung Punk-Rock (englisch punk rock, von punk ‚Schmutz, Abfall, Plunder; (jugendlicher) Kleinkrimineller; Schwächling, Feigling; Amateur‘) – eine entschärfende Wirkung hat.

„Die Begriffe ‚Punk-Rock‘ und ‚New Wave‘ bedürfen einer Erläuterung. Ohne Zweifel ist der Begriff ‚Punk-Rock‘ der engere. […] er hat auch soziale und gesellschaftliche Implikationen. Die Formulierung ‚New Wave‘ ist neutraler und ‚wertfreier‘. ‚New Wave‘ bezeichnet eine neue Mode, deren Form und Inhalt austauschbar sind. Die Verwendung des Begriffs ‚New Wave‘ entkleidet den Punk-Rock somit seiner sozialen und gesellschaftlichen Implikationen.“

Dieser These stehen jedoch sowohl die Verwendung der Titulierung New Wave in Punk-Fanzines als auch die Nutzung der Bezeichnung Punk im Zusammenhang mit Veröffentlichungen etablierter Plattenfirmen, wie RCA (Punk Collection, 1977), United Artists (Punk Off!, 1977) und EMI Group (Meet the New (Punk) Wave, 1978), entgegen. Nur wenige Labelbetreiber, wie Seymour Stein von Sire Records, entschieden sich gezielt für die Titulierung New Wave als Marketing Term. Zudem lag das Problem vor, dass der Ausdruck Punk bereits für den Garage Rock der 1960er Jahre verwendet wurde und sich somit als Vermarktungsetikett weniger eignete.
New Wave hingegen weckte Assoziationen mit der Nouvelle Vague. Ähnlich wie viele dieser französischen Filmemacher zeigten sich die Bands der New Wave (besonders zu Beginn) experimentell und avantgardistisch, gelegentlich auch eigenbrötlerisch.

## Geschichte

### Die 1970er Jahre

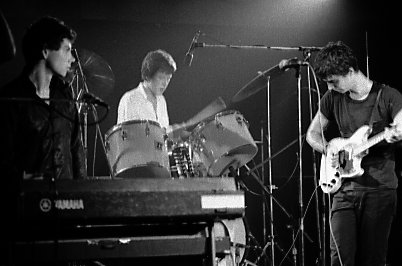
Pioniere der New Wave: Talking Heads, live in der Horseshoe Tavern, Toronto, 13. Mai, 1978.

Die ursprüngliche Bedeutung des Begriffs lag darin, dass die Punk-Bewegung als eine „neue Welle“ betrachtet wurde. In ihrer Gesamtheit (Musik, Mode, Attitüde) stellte die Punk-Bewegung etwas Neues dar. Sie galt als Reaktion auf den Zustand der Rockmusik in den 1970er Jahren, die aufgrund ihrer Texte, ihrer artifiziellen und – infolge der hohen technischen Ansprüche – unspontanen, live zum Teil nicht reproduzierbaren musikalischen Ausdrucksformen beim Publikum als entfremdend wahrgenommen wurde. Nur wenige glaubten allerdings, Punk sei eine dauerhaft anhaltende Erscheinung. Diese Zweifel schlugen sich in der Bezeichnung „Welle“ nieder, die den angeblich kurzlebigen und vorübergehenden Charakter unterstrich. Eine ähnliche Verwendung fand New Wave in der Science-Fiction-Literatur oder in der schon zuvor erwähnten französischen Filmkunst gegen Ende der 1950er Jahre. Frühe New-Wave-Bands waren unter anderem The Jam, Talking Heads, Television, The Cars, Devo, The Stranglers, Ramones und The Damned. Schon bald erkannten auch große Plattenfirmen wie CBS, Polydor und Virgin, dass die New Wave eine kommerziell erfolgversprechende Zukunft hatte. Sie nahmen Bands wie The Clash, The Vibrators, The Stranglers und The Jam unter Vertrag. Die negative Publizität, die dem Punk anhaftete, entpuppte sich später als optimale Verkaufsstrategie. Für die zunehmende Vielfalt an neuen Bands und Stilvarianten eignete sich New Wave besser als die spezifischere Bezeichnung Punk. Auf diese Weise wurden musikalisch differenzierte Interpretationen, wie der von Power Pop beeinflusste Sound von Blondie und der Punk-Rock der Sex Pistols, gemeinsam unter der Sammelbezeichnung New Wave vermarktet. Mit einbezogen wurden die Interpreten der unterschiedlichen, damals aufkommenden und eng mit der Punk-Explosion in Großbritannien zusammenhängenden Revivals, wie Ska, mit Gruppen wie Madness, Garage Rock und die Mod-Bewegung sowie der Pub Rock von Gruppen wie Dr. Feelgood und Eddie & the Hot Rods.
The Clash, The Slits und insbesondere The Police mischten Punk mit Reggae (diese Mixtur wurde auch „weißer Reggae“ genannt). Ähnliche musikalische Mixturen verwendeten beispielsweise Joe Jackson und Elvis Costello.

„New Wave ist der Rock ’n Roll von heute. […] Bands wie Clash und Slits holen sich viele ihrer Anregungen beim Reggae, aber die Pistols und die Ramones und viele andere mehr sind die energiegeladenen Rock-’n’-Roll-Bands der siebziger Jahre.“

Auch auf Seiten des Reggae gab es seinerzeit Musiker, wie Bob Marley und Lee Perry (Punky Reggae Party, 1977), sowie Don Letts, DJ im Londoner Roxy Club, die sich mit dem Punk-Phänomen auseinandersetzten, da sie darin dieselben Hintergründe wie im Reggae zu erkennen glaubten.
Doch bereits zur Zeit des Punk kristallisierten sich Richtungen heraus, die Ende der 1970er Jahre den Grundstein für das legten, was in den 1980er Jahren von der Öffentlichkeit als New Wave wahrgenommen wurde. Es war das erste Album der Band Ultravox, dessen konzeptuelle Mischung aus Punk, Elementen des Glam-Rock und der futuristischen, kalten, technokratischen Distanziertheit von Kraftwerk 1976 Aufsehen erregte. Diesem Konzept folgten Bands wie The Human League und Tubeway Army (feat. Gary Numan). Vor allem The Human League setzten den musikalischen Schwerpunkt auf die Verwendung von Synthesizern und avancierten dadurch zu den Pionieren der Electro-Wave-Bewegung.
In Deutschland leiteten Printmedien wie Sounds den Ausdruck Neue (Deutsche) Welle von der anglo-amerikanischen Bezeichnung New Wave ab. Anders als in England hinterließ die New Wave in Deutschland zu dieser Zeit jedoch kaum nennenswerte Spuren:

„In Deutschland findet Punk nicht einmal Platz am Katzentisch der Show-Szene: 1977 wurden kaum 100.000 Platten mit Punk und Punk-Verschnitt zwischen Kiel und Konstanz verkauft – etwa 0,4 % vom Gesamtumsatz am deutschen Musikmarkt.“

Auch ein Jahr später zeichnete sich in Mitteleuropa das kommerzielle Potenzial der New Wave nicht ab, während in England mehrere Alben bis in die Top 30 der NME-Rangliste vordrangen.
Ende der 1970er entwickelten sich international neue musikkulturelle Trends, die sich von dem farbenreichen, heterogenen Erscheinungsbild der New-Wave-Bewegung deutlich abhoben. Diese, im deutschsprachigen Raum als Doom Wave oder Dark Wave und in Frankreich als Cold Wave bezeichneten Strömungen erfuhren insbesondere in den 1980er Jahren, mit Bands wie Joy Division, Bauhaus, The Cure, The Sisters of Mercy, Siouxsie and the Banshees und Anne Clark, ihre volle Entfaltung. Speziell im Umfeld der Schwarzen Szene wurden viele dieser Bands bis in die 1990er Jahre hinein geschätzt. Einige davon traten auch auf entsprechenden Szenefestivals, wie dem Wave-Gotik-Treffen, auf.

### Die 1980er Jahre
In den späten 1970ern erfuhr die Bezeichnung New Wave einen Bedeutungswandel. Die Intention, mit der New Wave die Rockmusik zurück auf die Straßen zu führen („back to the street“) war dadurch gescheitert, dass sich führende Punk-Bands, die sogenannte „New-Wave-Elite“, von den Major-Labels einkaufen ließen. Stattdessen traten etliche Gruppen in die Fußstapfen derer, gegen die sie zuvor anlässlich ihres Popstarkultes und ihrer Entfremdung vom Publikum rebelliert hatten.

„Ohne Zweifel haben die großen Firmen den Punk-Rock zum Teil aufgekauft, korrumpiert. Die Firmen haben erhebliche Investitionen getätigt. Investitionen, die in Equipment transformiert wurden. Und dieser Prozess hat den Punk-Rock per definitionem in einen ‚Expanded Rock‘ verwandelt.“

Die Oi!-Punks und darauf folgenden Hardcore-Punks, die dem Ausverkauf des Punks entgegenstanden, distanzierten sich von der als kommerziell verrufenen New Wave. Andere Jugendkulturen ließen sich ebenfalls nicht mehr der New Wave unterordnen, so z. B. die Anhänger der Mod-Bewegung, da New Wave noch immer eine Nähe zum Punk implizierte, die den Mods deutlich missfiel.
Aus der Punk-Szene hatten sich jedoch Varianten entwickelt, die langsam an Eigenständigkeit gewannen. Diese Varianten hatten, sowohl modisch als auch musikalisch, mal mehr, mal weniger starken Bezug zum Punk. Sie unterschieden sich aber zum Teil in ihrer Lebensart und Einstellung zum Punk. Dazu gehörten modisch orientierte Kulturen, wie New Romantic, aber auch Musikkulturen, wie Gothic, Electro Wave und EBM. Für diese Jugendkulturen gab es zunächst keine einheitlich genutzten Bezeichnungen. In der Öffentlichkeit wurden die Unterschiede zwischen Goths, New Romantics und Anhängern der Electro-Wave- und EBM-Bewegung ohnehin kaum wahrgenommen und so entstand die Bezeichnung Waver für alles was „punk-ähnlich“ war. Fortan wurde der New Wave alles untergeordnet, was sich nicht eindeutig dem Punk oder einem Szene-Revival zuordnen ließ. Damit etablierte sich New Wave, zumindest in Deutschland, als Sammelbezeichnung für eine nur schwer zu definierende Ansammlung stammverwandter Jugendkulturen.
Viele der Synthie-Pop- und Electro-Wave-Bands, wie Orchestral Manoeuvres in the Dark und Depeche Mode, griffen thematisch Ultravox und Tubeway Army auf. Die Musik von Joy Division, Anne Clark und The Cure lässt sich ebenfalls mit kühl, distanziert und introvertiert beschreiben. Die New-Romantic-Bewegung, mit Gruppen wie Spandau Ballet, Duran Duran und Visage, versuchte dem entgegenzuwirken, indem sie einen sehr romantischen Aspekt in ihr Image einbrachten. Aber auch dieser resultierte aus dem Futurismus des Glam-Rock und schuf, vermutlich ungewollt, mit dem Ideal des perfekten Stylings die Ergänzung zu der von vielen als kühl empfundenen New-Wave-Ästhetik der 1980er Jahre.
Mit der zunehmenden Kommerzialisierung der New Wave entwickelte sich Post-Punk als alternative Bezeichnung für Bands, die sich nicht im kommerziellen Umfeld einordnen ließen und sich musikalisch deutlich an den Punk-Wurzeln orientierten. In Produktionsweise und Musikstil gibt es hierbei Verbindungen zum Bereich der Independent-Musik. Diese Differenzierung zwischen New Wave und Post-Punk hat sich jedoch nicht allgemein durchgesetzt. Eine weitere Gegenbewegung im Umkreis von New York nannte sich No Wave. Hier handelte es sich um Bands, die Elemente der Avantgarde und des Artrocks und der Radikalität der Punkmusik verbanden.
In Deutschland wurde der Erfolg der New Wave von der Fernsehsendung Formel Eins mitgetragen, die als erste Sendung 1983 Musikvideos präsentierte. Das Medium kam gerade den New Romantics entgegen, da diese auf einer visuellen Präsentation aufbauten. Viele der Videos waren damals für MTV produziert worden.
In der zweiten Hälfte der 1980er Jahre kam die Bezeichnung New Wave allmählich außer Gebrauch. Zu dieser Zeit beherrschten Hi-NRG und Eurodisco sowie schlichte Pop-Interpreten die Charts, darunter auch Bands und Solokünstler, die anfangs selbst der New Wave zugerechnet wurden und sich im Laufe der Zeit stufenweise von ihren Punk- und Post-Punk-Wurzeln entfernt hatten. Musiksender wie MTV widmeten sich verstärkt dem Metal- und Sleaze-Rock-Umfeld. Neue Musikbewegungen, wie Noise Pop, Madchester und Acid House, sprachen ein breiteres Publikum an. Dem Ende der New Wave folgten unzählige Best-of-Compilations, bspw. New Wave Classics, New Wave Club Class-X und die achtteilige CD-Reihe Pop & Wave.